# Shum Laka
Shum Laka är ett fornminne i Laka Valley cirka 15 km från staden Bamenda i nordvästra Kamerun. Fornminnet utgörs av ett 1200 kvadratmeter stort bergrum på insidan av Bafochu Mbus caldera där människor bodde redan för 32 000 år sedan.

## Världsarvsstatus
Den 18 april 2006 sattes Shum Laka upp på Kameruns tentativa världsarvslista.